# Максузі Мондон
Максузі Мондон (фр. Macsuzy Mondon; 1950, Сейшели) — політичний і державний діяч Сейшельських Островів, педагог, професор політології.

## Біографія
Здобула освіту в Університеті Квебека в Труа-Рів'єрі. Учителювала.
Член Народной партии Сейшел.
У 2006 році призначена міністром охорони здоров'я Республіки Сейшельські Острови.
У 2010—2016 роках займала крісло міністра освіти Республіки Сейшельські Острови. З жовтня 2016 року стала першою жінкою, призначеною міністром внутрішніх справ Республіки Сейшельські Острови.
Тоді ж була призначена міністром місцевого самоврядування, залишивши свій пост міністра освіти.